# Marosvásárhelyi Rádió
A Marosvásárhelyi Rádió (románul Radio Târgu Mureș, németül Radio Neumarkt, angolul Radio Târgu Mureș) a közszolgálati Román Rádió (SRR) regionális stúdiója.
Műsorait analóg földi sugárzású frekvenciákon (rádiókészülékkel ultrarövid- és középhullámon) és interneten keresztül sugározza románul, magyarul és németül.
Adáskörzete Maros, Hargita, Kovászna és Brassó megyék. Jó minőségben hallgatható még Kolozs és Fehér megyékben, illetve interneten marosvasarhelyradio.ro, webkamerán is követhető bárhol a világban. Főleg a téli hónapokban a reggeli órákban, ill. sötétedés után középhullámon még Budapesten is hallgatható.
A Marosvásárhelyi Rádió tájékoztató, ismeretterjesztő, interaktív és szórakoztató műsorokat készít, emellett különböző kulturális és sport eseményeket szervez, médiapatrnerként karitatív projekteket támogat.
Jelenlegi vezetőség: Lavinia Nicoleta Ghişa menedzser, Szász Attila főszerkesztő-helyettes.

## Története
A magyar szerkesztőség vezetői: 1958-ban Papp Ferenc és Gál Gyula, 1959–1978 között Oroján Sándor, 1978–79-ben Sebestyén Liviu-Lajos és Gombos Olga, 1979–85 között Gidófalvi Zoltán, 1990–91-ben Gáspár Sándor, 1991–99 között Jászberényi Emese, 1999–2012 között Borbély Melinda, azóta Szász Attila.

### 1958–1985
A megalakuló rádió székhelyéül a Hosszú utcai úgynevezett Dandea-villát, Emil Dandea korábbi polgármester családi házát jelölték ki. Az épületet 1948-ban államosították, majd 1957-ben átalakították és kibővítették a rádióstúdió igényeinek megfelelően.
„„Itt Marosvásárhely a 261 és a 330 méteres hullámhosszon. Kedves hallgatóink jó reggelt kívánunk!” Ezzel a mondattal indult el 1958. március 2-án, Megszólal a Székelyföld címmel a Marosvásárhelyi Rádió magyar nyelvű adása. Alapító tagok: Jakab Ernő és Jakab Manyi (a Bukaresti Rádiótól), Kovács István jogász, Kozma Györgyi, Lázár Éva tanítónő, Lukács János, Papp Ferenc író és Sós Árpád újságíró. 
Magyar adásidő-változások: 1958-ban 45 (30 perc magyarul, 15 perc románul), majd napi 90 perc, 1968-ban napi két óra, 1984–85-ben napi három óra.
Külső munkatársak a kor jelentős írói: Beke György, Bodor Pál, Huszár Sándor, Szász János, Marton Lili, illetve az Igaz Szó és az Új Élet irodalmi folyóiratok szerkesztői és írói: Bartis Ferenc, Elekes Ferenc, Sütő András, Székely János, Szépréti Lilla és mások. Közreműködő marosvásárhelyi zeneszerzők: Birtalan József, Csíky Boldizsár, Kozma Mátyás, Szabó Csaba, Zoltán Aladár. A Székely Népi Együttes és a Székely Színház – majd Állami Székely Színház, ma Marosvásárhelyi Nemzeti Színház Tompa Miklós társulata – előadásairól sok kutatástörténeti szempontból fontos hangfelvétel készült (közel 125 erdélyi magyar színházi előadás részletét, torzóját, ritkán teljes hangdokumentumát őrzi az archívum). A kor legendás színházalapítói, színészei – Borovszky Oszkár, Csorba András, Éghy Ghyssa, Harag György, Hunyadi András, Illyés Kinga, Kemény János, Kovács György, Kőszegi Margit, Lohinszky Lóránt, Poór Lili, Senkálszky Endre , Szabó Ernő, Tessitori Nóra, Tompa Miklós, Visky Árpád és mások – meséltek életükről, művészi hitvallásukról, olvastak fel verseket, novellákat. Bemutatkoznak a negyedévesek címmel a rádió megszólaltatta a Szentgyörgyi István Színművészeti Intézet végzős diákjait is.
A kor ideológiai kulcsszavának, a „nevelésnek” sajátos értelmezését szolgálta elsősorban a Postás Jankó című gyermekműsor. Lázár Éva szerkesztette 1959-től 1985-ig, a figurát Nagy Katalin bábszínész alakította. A marosvásárhelyi Bábszínház közreműködésével rendszeresen sugároztak mesejátékot, bábjátékot, Antal Pál a gyermekműsor házi rendezőjének számított. 1960-1985 között jelentős fórumot képsivelt a Szivárvány című ifjúsági műsor, amely Fiataloknak fiatalokról címmel 1990-ben újraindult.
A Marosvásárhelyi Rádió archívumának értékmentő vonulatát képviseli a Megy a magnó vándorútra interjúsorozat, amely 1975–1985 között 434 híres erdélyi magyar személyiséget szólaltatott meg a kultúra, a művészet, a sport és más területekről. Az első interjú 1975. március 5-én készült Pongrácz Antal orvostanhallgatóval, aki pár nappal korábban érkezett haza Kairóból mint ifjúsági vívó világbajnok. Ebből a sorozatból maradt meg Andrási Márton, Bajor Andor, Bözödi György, Franyó Zoltán, Harag György, Kós Károly, Szabó Lajos, Zénó Vancea és mások hangja. 2002-ben azonos forgatókönyvvel újraindult a sorozat.
1985. január 12-én, központi utasításra minden regionális rádióstúdiót felszámoltak. Az archívumok hangszalagait Jilávára, Románia hírhedt börtönébe szállították.

### 1989–2013
A romániai forradalom után – 1989 decemberében – napi 4 óra műsorral indult újra a Marosvásárhelyi Rádió. 1990–96 között napi 5 óra, vasárnap 7 óra, 2001-től, URH-val napi 7, vasárnap 8 óra.
Rendkívüli szerepe volt a Marosvásárhelyi Rádiónak az 1990. február-márciusi események közvetítésében: a gyertyás tüntetésről, a márciusi összecsapásokról és az azt követően történtekről közvetlen helyi hangfelvételek alapján számolt be. 
1989–1991 között a közéleti események iránti rendkívüli érdeklődés jellemezte, a pontos helyszíni tájékoztatásra helyezte a hangsúlyt. Létrehozta számos fontos társadalmi csoport rétegműsorát, valamint szakrovatokat a művelődés különböző ágai számára. 1990-ben az újonnan jóváhagyott adásidőben, az ötödik órában bevezette a kereskedelmi órát. A szolgáltatást, a reklámokat, a kívánságmuzsikát összesítve a déli órákban, külön adásként a Zenebutikban sugározta. Ugyanakkor az adásidő többi része megmaradt közszolgálati jellegűnek. 1991–1999 között a szórakoztató műsorok fejlesztése vált fontosabbá. 
1998-ban, a rádió 40 éves évfordulójára Szól a rádió címmel emlékkönyv jelent meg. 2002-ben Sütő András 75éves címmel CD-lemezen adta ki a születésnapi köszöntők hanganyagát a szalagtárban őrzött felvételek közül Jászberényi Emese válogatásában készült sorozat az 1973–77 között sugárzott helytörténeti ifjúsági műsorból Marosvásárhelyi séták címmel (I–V.). A helytörténeti műsorok munkatársa volt Sipos Lajos, Pál-Antal Sándor, Keresztes Gyula, Bíró Gábor. Sipos Lajos Mesélő házak című rovata (1990–1998) Kelemen Ferenc gondozásában szintén megjelent kötetben. Élő történelem címmel Tóth Béla szerkesztett műsort. 
1999-ben a középhullámű sugárzás kiegészült a 102,9 MHz urh frekvenciával.
1999-ben átalakították a műsorrácsot, alapvetően a tájékoztató műsorokra, valamint a reklámokra helyzeték a hangsúlyt. 2002-ben, újabb átszervezés következtében, némileg nőtt a művelődési műsorok aránya.

### 2013-tól
2013. március 2-től, a rádió 55. születésnapi évfordulójától napi 15 óra a magyar, 1 óra német, illetve heti két óra roma nyelvű műsoridő, amelyet a 106,8 MHz és az 1323 AM frekvencián sugároz. 2016 márciusában kiegészítették a 96-os frekvenciával, Marosvásárhely körzetében. A román és a magyar műsorok különválasztása, és egy egész napos magyar adás létrehozása egy sajtótörténeti eseménynek tekinthető. A rádió ma, 2024-ben napi 23 órában magyar, egy órában német, heti három órában pedig roma nyelvű műsort sugároz. Zenei kínálatában megtalálhatók a popslágerek mellett a magyar alternatív szcéna legsikeresebb darabjai is.
Miután Szász Attila vette át a magyar szerkesztőség vezetését, a rádióhoz soron kívül alkalmazták Parászka Borókát, aki munkája során számtalan hallgatói és szerkesztői elégedetlenséget váltott ki, akiről munkatársai azt állították, hogy "rádiós propagandát folytat, műsoraiban gyakran manipulál, eltér az igazságtól, (...) bizonyos (párt) körök és ideológiák elkötelezett támogatója, a romániai és magyarországi magyar média botrányos szereplője, (...) aki olyan témákat és álláspontokat erőltet egyoldalú módon, amelyek a hallgatók többsége számára idegenek és irritálók"  Ez az állapot mind a mai napig fennmaradt.
A szerkesztőségen belüli feszültségeket a rádió vezetősége nem tudta kezelni, és ez végül egy sorozatos, feltételezett tettlegességig is fajuló munkahelyi konfliktushoz vezetett. Az érintett műsorvezető, Kiss Dénes rágalmazási pert indított Parászka ellen, akiről azt állítja, hogy "Megpróbált engem a nyilvánosság előtt lejáratni, a karrieremet derékba törni, morálisan megbélyegezni. Ez nem maradhat következmények nélkül, hiszen alaptalanul megszégyenített". A per jelenleg is folyik.

## Rádiós események, projektek

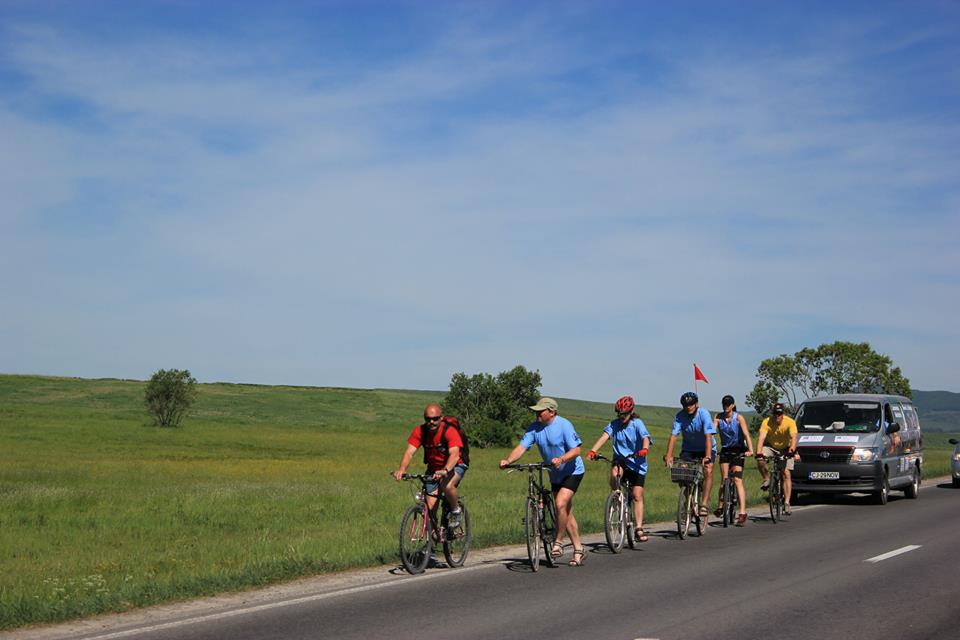

2000-től – hagyománya van a Gurul a rádió projektnek, amelynek célja: a kerékpározó rádiósok személyesen találkozzanak a hallgatókkal, közvetlen és interaktív kapcsolatot teremtve népszerűsítik a műsorokat. 

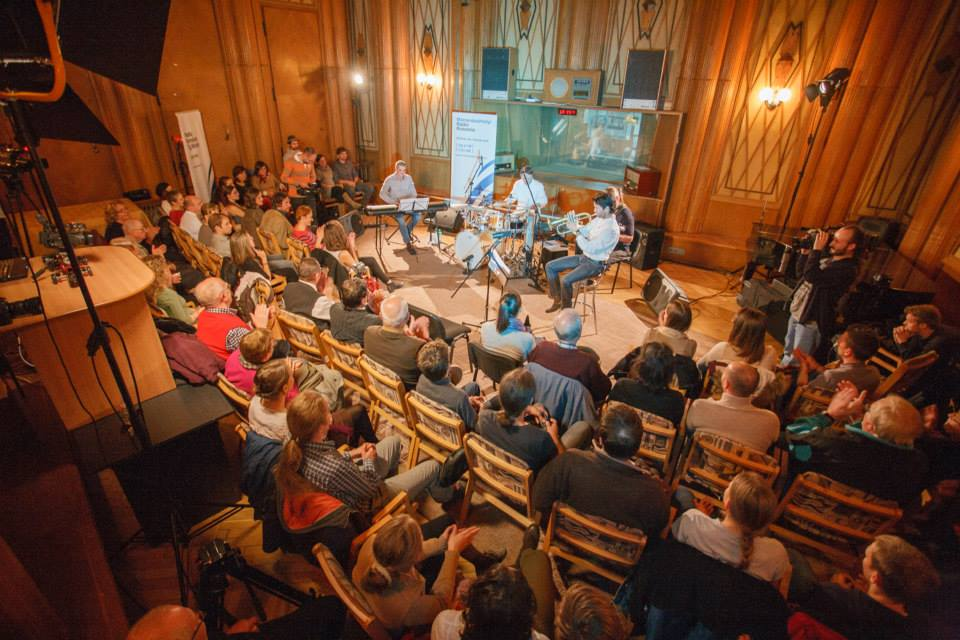

2013. április 28-tól – Kotta helyi zenekarok tehetségkutató és népszerűsítő műsora, élőben közvetített havi koncertsorozat, amelyet átvesz az Erdélyi Magyar Televízió.
A zenei örökséget éltető projektek: a Bartók nyomában, illetve a Madaras Gábor és Cseh Judit nóta emlékműsorok.

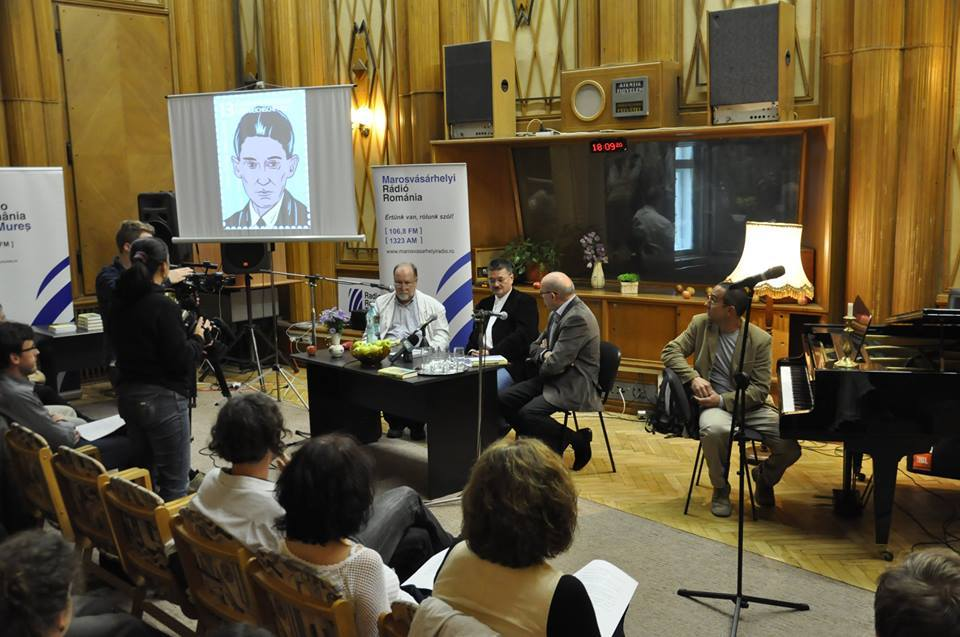

2013 szeptemberétől indult a hangoskönyvek, rádiójátékok gyártása, irodalmi pályázatok (2014. A rádió, a fény és a hullám – Book Art Kiadó, 2015. Varázsszem – Látó, 2016. Szalonpunk – Helikon), könyvbemutatók szervezése.
 Archiválva 2016. augusztus 10-i dátummal a Wayback Machine-ben.
A Beszéljük meg! vitasorozat közéleti problémákra fókuszál, moderált és szervezett, kulturált formában. A rádió műsorkínálatában, a késő esti órákban, van két, élőben készülő, interaktív beszélgetőműsor: a szerdai Esti tagozat és a csütörtöki Párbeszéd.
2015–től napjainkig gyakoriak az élő helyszíni sportközvetítések, kiemelten a londoni, a riói, a pyeongchangi, a tokyoi, a pekingi és legutóbb a párizsi olimpiákon való részvételek.
A 2017-től szervezett, Föld napi, Közösen kitakarítjuk! esemény célja a környezettudatos életmódra való nevelés.
2024 márciusától mindenki számára szabadon hozzáférhető a rádió online Mesetára, amely az évtizedek alatt készített esti mesék gyűjteménye, több száz mesével kicsiknek és nagyoknak egyaránt.
A Nyelvlecke - Román nyelvlecke magyaroknak, magyar nyelvlecke románoknak – a Marosvásárhelyi Rádió legújabb közösségépítő projektje.
Műsorok:
Szerkesztőség:

## Frekvenciák
| Adó                           | Frekvencia |
| ----------------------------- | ---------- |
| Hargitafürdő, Csicsói-Hargita | 106.8 MHz  |
| Marosvásárhely                | 96 MHz     |
| Botfalu (Brassó)              | 1197 kHz   |
| Csíkszereda                   | 1593 kHz   |
| Nagyernye (Marosvásárhely)    | 1323 kHz   |

A kezdeti adások óta a frekvenciák megváltoztak.
A Marosvásárhelyi Rádió 2024-ben elérhető:
Frekvenciáink
FM: 106,8 MHZ • 96 MHZ • 92,3 MHZ AM: 1323 KHZ • 1197 KHZ • 1593 KHZ
1918. december 1. sugárút, 109. sz., Targu-Mures 540445
Instagram: marosvasarhelyiradio
Facebook: Marosvásárhelyi Rádió
Spotify-csatornáink: Kikötő: Papírhajó:
Youtube: Marosvásárhelyi Rádió
Weboldal: www.marosvasarhelyiradio.ro

## Külső hivatkozások
- A Marosvásárhelyi Rádió honlapja